# 维尔纳·赛博尔德
维尔纳·赛博尔德（德語：Werner Seibold，1948年1月24日—2012年11月29日），德国男子射击运动员。他曾代表西德参加1976年和1984年夏季奥林匹克运动会射击比赛，其中1976年奥运会获得一枚铜牌。